# Micrometrus aurora
Micrometrus aurora is een straalvinnige vissensoort uit de familie van brandingbaarzen (Embiotocidae). De wetenschappelijke naam van de soort is voor het eerst geldig gepubliceerd in 1880 door Jordan & Gilbert.